# Casa Universitarilor din București
Casa Universitarilor din București este un monument istoric aflat pe teritoriul municipiului București.